# Love Finds a Way (film, 1915)
Pour les articles homonymes, voir Love Finds a Way.
Love Finds a Way est un film muet américain réalisé par Tom Santschi et sorti en 1915.

## Fiche technique
- Réalisation : Tom Santschi
- Production : William Nicholas Selig
- Date de sortie :  États-Unis : 19 mai 1915

## Distribution
- Bessie Eyton : Prudence Gordon
- Tom Santschi : Ned Warner
- Joseph Hazelton : Captain Gordon
- Helen Castle : la tante de Prudence